# Мала Лукинська
Мала Лу́кинська (рос. Малая Лукинская) — присілок у складі Даровського району Кіровської області, Росія. Входить до складу Лузянського сільського поселення.
Населення становить 3 особи (2010, 7 у 2002).
Національний склад станом на 2002 рік — росіяни 100 %.